# Anaperus ornatus
Anaperus ornatus är en plattmaskart som beskrevs av Beltagi 200. Anaperus ornatus ingår i släktet Anaperus och familjen Anaperidae.
Artens utbredningsområde är Röda havet. Inga underarter finns listade i Catalogue of Life.